# 始政五年記念朝鮮物産共進会
始政五年記念朝鮮物産共進会（しせいごねんきねんちょうせんぶっさんきょうしんかい、または朝鮮物産共進会）とは、1915年9月11日から10月31日までに京城（現在のソウル特別市）の景福宮の敷地で行われた博覧会である。

## 概説
1910年の日韓併合以来の5年間の朝鮮統治の成果を示し、朝鮮の更なる産業の発展を図るために開催が計画された。また博覧会の開催中に内地から多くの日本人を呼び、朝鮮の実情を見てもらう目的もあった。これらの目的のために、博覧会では日本統治によって改善進歩した朝鮮の産業、教育、衛生、土木、交通、経済などに関する施設や統計、朝鮮物産の展示、朝鮮に関係があると見られる日本ならびに諸外国の物産の展示がなされることになった。
始政五年記念朝鮮物産共進会の計画は1913年に立てられ、翌1914年8月には共進会評議会が発足、準備が本格化した。評議会の事務総長は朝鮮総督府の政務総監が就任した。
会場としては旧李氏朝鮮の王宮であった景福宮の、72000坪の敷地と、仁川の水族館が選ばれた。景福宮の敷地にあった建物の一部を撤去し、6棟の建物を博覧会会場用に新設し、残りの建物は旧景福宮の建物を修理して利用することとした。
開催式には大正天皇の名代として閑院宮載仁親王、更には河野広中農商務大臣や寺内正毅朝鮮総督が出席した。
開催に当たって、朝鮮各地37ヶ所に協賛会または観覧奨励会が組織された。
6205個の電灯で大規模なイルミネーションが飾られ、新聞では「不夜城」と比喩した。
朝鮮物産共進会では朝鮮各地から各種産業の展示品が出品された。それら出展品目のうち官公庁の出品並びに朝鮮以外から出品された部外参考品を除く全品目について審査が行われ、審査結果に基づき褒章がなされた。審査対象は25096品に及び、うち6965品が各種褒章の対象となった。

## 陳列館
会場は第一号館、第二号館、審勢館、美術館、機械館、参考館、農業分館、水産分館といった、産業、教育、衛生、土木、交通、経済関係の展示によって日本による朝鮮統治の成果を示したメイン会場の他に、館内をミニチュアの鉄道が走り回っていた鉄道局特設館のような人気展示があった。
鉄道局特設館の尖塔は当時の朝鮮では最も高い建築物ともいわれる。
場内施設では、朝鮮の伝統芸能や日本の演芸、更には映画の上演が行われた演芸館に人気が集まった。
協賛会や観覧奨励会は地方在住者の団体観覧勧誘の他、金剛山では江原道の協賛会が日本人観光客のために日本食を出す宿泊施設を設けたり、仁川では水族館がオープンするなど、共進会を期に朝鮮を訪れる日本人に対する観光の斡旋なども行った。

## 同時期に開催された他のイベント
始政五年記念朝鮮物産共進会の開催に合わせ、例えば家庭博覧会、朝鮮鉄道一千里記念祝賀式、日本赤十字社及び愛国婦人会朝鮮支部総会などといった各種大会が、朝鮮ホテル、京城ホテルなど京城各地で立て続けに開催された。これら大会にあわせて多くの参加者が京城に集まり、その参加者が共進会を見学することになるなど、行事の盛り上げに貢献した。

## 成果

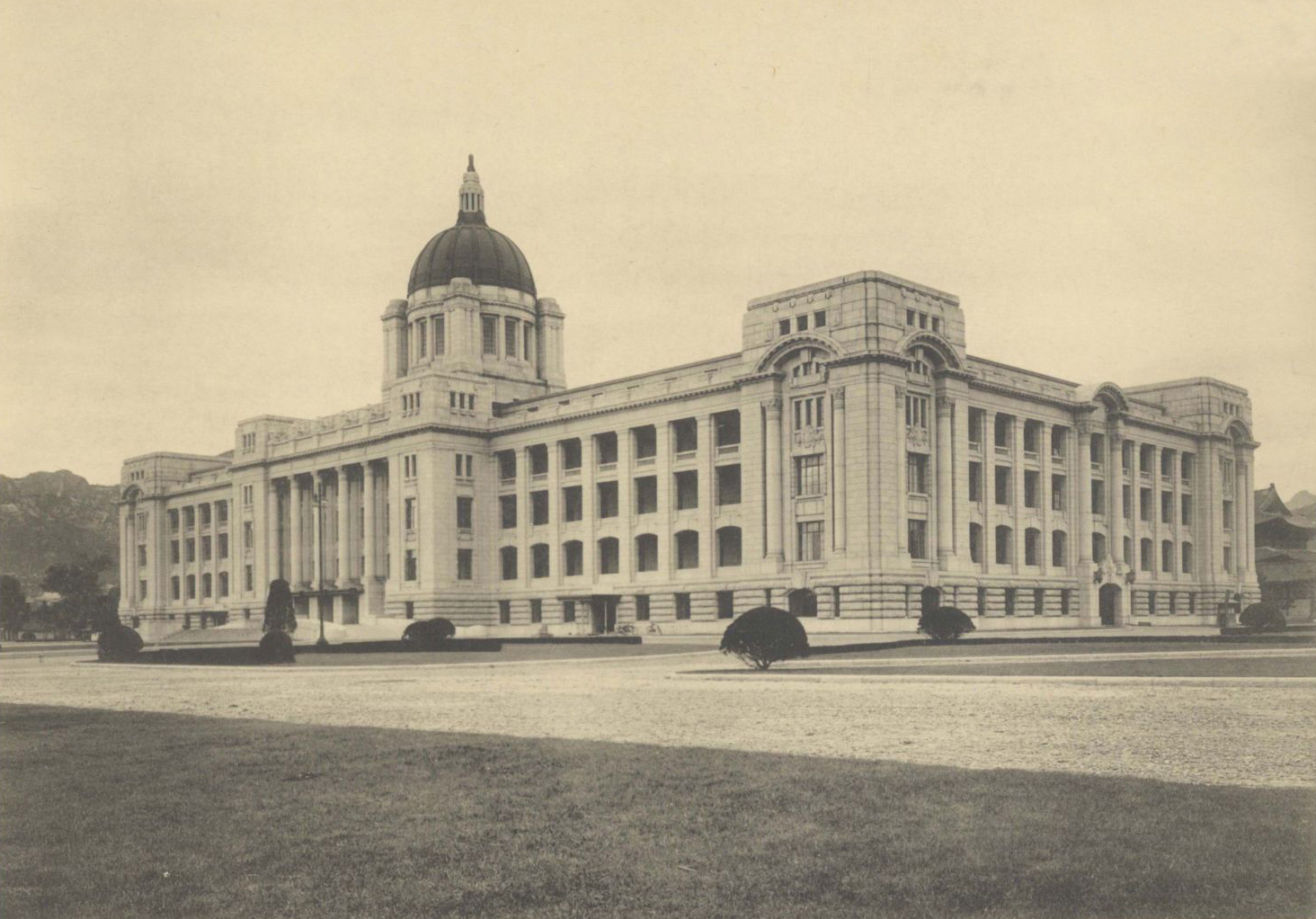
朝鮮総督府庁舎。門田房太郞『朝鮮博覽會記念寫眞帖』掲載

始政五年記念朝鮮物産共進会は51日の会期中に116万4383人もの入場者を集めた。会期中に日本人29万9541人が内地から訪れた。
日本による朝鮮統治の成果を示すという点では成功を収めたと言える。朝鮮人の多くは日本の先進技術と文明に憧憬したといわれる。1907年の二回の博覧会と1915年の共進会の成功によって日本による朝鮮統治は定着期に入った。博覧会終了後、景福宮の勤政殿と光化門の間に朝鮮総督府庁舎が建設された。
李泰文は「景福宮を意図的に改造することによって、日本は植民地朝鮮の民族（国民）意識まで根本的に変革させる目的を果たそうとした」と述べている。